# Kōhanga reo
Kōhanga reo, signifiant en maori « le nid de la langue », est un mouvement de revitalisation linguistique de la langue maorie.
Lancé en 1982 en réaction à la forte baisse du nombre de locuteurs de la langue, ce mouvement est en particulier actif en milieu scolaire. En particulier, les écoles Kura Kaupapa Māori, où l'accent est porté sur l'immersion linguistique, sont un succès à porter au crédit du mouvement de kōhanga reo.

## Contexte
Au début des années 1980, moins de cinq pour cent des écoliers maoris de Nouvelle-Zélande parlent encore couramment la langue maorie. Cette forte baisse est due notamment à l'exode rural des Maoris vers les villes, entraînant la disparition de la structure traditionnelle où le collectif, et en particulier l'iwi, permet la transmission des valeurs et de la langue traditionnelles.
Dès les années 1970, les Pakeha, c'est-à-dire les Néo-Zélandais d'origine européenne, s'inquiètent de cet affaiblissement de la langue et de la culture maories et recherchent des solutions de revitalisation. Mais ce vœu reste sans résultat jusqu'à ce que les Maoris eux-mêmes se réunissent afin de s'investir dans cette entreprise sans attendre une solution venue d'en haut.

## Philosophie
La philosophie du kōhanga reo est celle d'une immersion linguistique dès le plus jeune âge. Cette immersion n'est pas seulement linguistique, mais correspond également aux valeurs portées historiquement par le peuple et la société maorie. Elle est reprise notamment dans le slogan : « Whānau ana te tamaiti, me rarau atu whakamau ki te ū, hei reira ka tīmata te kōrero Māori » (« Dès que l'enfant est né, prenez-le, mettez-le au sein et commencez dès lors à lui parler en māori ».
La signification littérale de kōhanga reo est d'ailleurs « le nid de la langue ».
L’objectif ultime du kōhanga reo est la renaissance de la nation maorie au sein de la société néo-zélandaise et contribuant à son bien commun, mais avec sa particularité et son identité propres.

## Réalisations
Dès 1982, le gouvernement de Nouvelle-Zélande accepte de fournir 45 000 dollars pour cinq projets pilotes de kōhanga reo : quatre situés à Wellington et un situé à Auckland. Chacun de ces projets est appelé kōhanga reo et correspond à une crèche dans laquelle les anciens, parlant couramment la langue maorie, sont associés avec les parents et les enfants, dans une structure portée par le whanau traditionnel. Le tout premier kōhanga reo fondé est situé à Wainuiomata et se nomme Te Pukeatua.
Devant le succès de ces projets pilotes, l'État encourage les whānau à prendre le relais pour lancer d'autres projets similaires, portés par le National Te Kōhanga Reo Trust ; l'objectif visé est de créer trois cents de ces structures en trois ans. L'objectif n'est toutefois pas rempli, à cause du durcissement des normes d'accueil des enfants ; en mai 1984, 80 crèches obtiennent l'agrément ministériel et une subvention gouvernementale.
En parallèle, une formation de futurs encadrants est créée dès 1984. En un an, 53 structures recrutent 1 022 stagiaires, en particulier de nombreuses mères maories. Leurs compétences s'élargissent au cours du temps, intégrant notamment la vidéo, la restauration, l'administration, la sculpture et le tissage. En 1986, la dotation pour cette formation est de 9 millions de dollars, qui sont portés à 11 millions en 1987 et autant en 1988.
En 1991, 630 kōhanga reo sont recensés, employant environ quatre mille personnes, dont beaucoup à temps partiel, et permettant l'accueil de 10 451 enfants Toutefois, le passage à l'âge scolaire se traduisant dans de nombreux cas par une perte de la langue maorie, un programme différent est développé pour valoriser cette langue dans les études primaires, avec l'accélération de la mise en place des écoles Kura Kaupapa Māori.
Dans la foulée, est ouvert en 1992 le Te Whare Wānanga o Awanuiārangi (en), qui est un wānanga, accrédité en 2004 pour former les étudiants jusqu'au doctorat, ce qui est une première mondiale pour une langue indigène.
Avec le durcissement des normes d'accueil des enfants en bas âge, plusieurs structures sont dans l'obligation de fermer. En avril 2022, le pays compte toujours 480 kōhanga reo.